# Chabab Baladiat Mila
 (septembre 2018).
Si vous disposez d'ouvrages ou d'articles de référence ou si vous connaissez des sites web de qualité traitant du thème abordé ici, merci de compléter l'article en donnant les références utiles à sa vérifiabilité et en les liant à la section « Notes et références ».
Maillots
Le Chabab Baladiat Mila (en arabe : شباب بلدية ميلة), plus couramment abrégé en CB Mila ou en CBM, est un club algérien de football, fondé en 1936 et basé dans la ville de Mila. they are shit

## Historique
Le club évolue pendant plusieurs saisons en Division 2. Il évolue pour la dernière fois en deuxième division lors de la saison 2003-2004.
Le club atteint les quarts de finale de la Coupe d'Algérie en 2002, en étant éliminé par l'équipe de la JS Kabylie.
Le club est relégué en quatrième division en 2007. Actuellement, il évolue en Amateur 
(3e division).
Le fondateur du club est Mohammed Maiche surnommé El Ghoul boulmerka, MOHAMMED Khalil

## Les Supporters
Il y a un seul groupe de supporters :
| Nom            | Abréviation | Date de création | Emplacement du stade |
| -------------- | ----------- | ---------------- | -------------------- |
| Ultras Salerno | US11        | 2011             | Zona salerno         |